# Jesús Flores
Jesús Flores (Carúpano, Venezuela, 26 de octubre de 1984) es un beisbolista profesional venezolano que juega en la posición de receptor. En la Major League Baseball jugó para los Washington Nationals. Batea y lanza diestro. En Venezuela perteneció a Navegantes del Magallanes, Caribes de Anzoátegui y Águilas del Zulia. Actualmente trabaja en Venezuela con su academia de béisbol. 
En tres temporadas en ligas menores, Flores bateo .257 (230-por-895) con 33 cuadrangulares y 140 RBI en 250 partidos jugados. En 2004 se hizo parte del equipo de las estrellas de la Liga de la Costa del Golfo.
En 2006 tuvo una excelente temporada de ligas menores con los Mets de A (St. Lucie). Al final de la temporada, fue evaluado por los Mets de Nueva York después de promediar .266 con un .335 en el porcentaje de base y un .487 promedio de slugging. También pegó 32 dobles y 21 jonrones.

## Temporadas

### Temporada 2007
Su debut en las Grandes Ligas fue con Washington fue el 4 de abril de 2007, y su primera apertura el 19 de abril. Tres días después, el 19 de abril, hizo su segunda salida, y recogió sus primeros éxitos: se fue 2-3 con un pasaporte, dos dobles y dos carreras impulsadas.
El 4 de septiembre de 2007, Flores conectó un 2 RBI, y un walk-off para vencer a los Marlins de la Florida.
Durante el receso de la temporada 2007-08, Flores jugó para los Navegantes del Magallanes en la Liga Venezolana de Béisbol Profesional.

### Temporada 2008
Flores fue el receptor titular de los Nacionales. Su temporada habría terminado el 3 de septiembre de 2008 después de ser herido en una colisión con Chase Utley Utley, cuando intentó robar el home.
El 20 de julio de 2008, Flores dio cinco hits, todos sencillos, en una victoria 15-6 sobre los Bravos de Atlanta.

### Temporada 2009
Después de 26 partidos, Flores fue colocado en la lista de lesionados por una fractura en el hombro. El Gerente General Mike Rizzo ha indicado que será un mínimo de tres meses, y posiblemente para el resto de la temporada. Flores fue activado por los Nacionales de Washington el 4 de septiembre de 2009.